# ماكسين إيفانز
ماكسين إيفانز (بالإنجليزية: Maxine Evans)‏ هي مخرجة وممثلة بريطانية، ولدت في 9 نوفمبر 1966 في ويلز في المملكة المتحدة.

## وصلات خارجية
- ماكسين إيفانز على موقع IMDb (الإنجليزية)
- ماكسين إيفانز على موقع قاعدة بيانات الفيلم (الإنجليزية)